# Hojamuhammet Toýçyýew
Hojamuhammet Akmuhammedowiç Toýçyýew (russisch Ходжамухаммет Тойчиев ‚Chodschamuchammet Toitschijew‘, wiss. Transliteration Chodžamuchammet Tojčiev; * 16. Januar 1992 in Mary) ist ein turkmenischer Gewichtheber. Er tritt in der Gewichtsklasse +105 kg an.

## Karriere
Toýçyýew begann 2005 mit dem Gewichtheben. International trat er erstmals bei den Weltmeisterschaften 2011 in Paris an. Er nahm an den Olympischen Spielen 2016 in Rio de Janeiro im Wettbewerb Superschwergewicht teil und erreichte bei den Asienspielen 2014 (Incheon) und 2018 (Jakarta) den fünften, beziehungsweise vierten Platz. Bei den Asienmeisterschaften im Gewichtheben 2016–2017 gewann er Medaillen.
Bei den Olympischen Sommerspielen 2020 in Tokio belegte er den vierten Rang.
Er hat eine Trainerausbildung vom National Institute of Sports and Tourism Turkmenistans.

## Ergebnisse
| Jahr                 | Ort                  | Gewicht           | Reißen (kg)       | Reißen (kg)       | Reißen (kg)       | Reißen (kg)       | Stoßen (kg)       | Stoßen (kg)       | Stoßen (kg)       | Stoßen (kg)       | Gesamtpunkte      | Rang              |
| Jahr                 | Ort                  | Gewicht           | 1                 | 2                 | 3                 | Rank              | 1                 | 2                 | 3                 | Rang              | Gesamtpunkte      | Rang              |
| Olympische Spiele    | Olympische Spiele    | Olympische Spiele | Olympische Spiele | Olympische Spiele | Olympische Spiele | Olympische Spiele | Olympische Spiele | Olympische Spiele | Olympische Spiele | Olympische Spiele | Olympische Spiele | Olympische Spiele |
| -------------------- | -------------------- | ----------------- | ----------------- | ----------------- | ----------------- | ----------------- | ----------------- | ----------------- | ----------------- | ----------------- | ----------------- | ----------------- |
| 2016                 | Rio de Janeiro       | +105 kg           | 193               | 193               | 193               | —                 | —                 | —                 | —                 | —                 | —                 | —                 |
| Weltmeisterschaften  |                      |                   |                   |                   |                   |                   |                   |                   |                   |                   |                   |                   |
| 2019                 | Pattaya              | +109 kg           | 180               | 187               | 189               | 17                | 235               | 242               | —                 | 4                 | 422               | 9                 |
| 2018                 | Aşgabat              | +109 kg           | 187               | 187               | 194               | 11                | 235               | 240               | 245               | Bronze            | 427               | 6                 |
| 2017                 | Anaheim, Kalifornien | +105 kg           | 180               | 184               | 184               | 11                | 225               | 231               | 237               | 8                 | 415               | 9                 |
| 2015                 | Houston, Texas       | +105 kg           | 185               | 190               | 193               | 11                | 226               | 233               | 238               | 6                 | 428               | 9                 |
| 2011                 | Paris                | +105 kg           | 170               | 170               | 177               | 19                | 210               | 218               | 223               | 13                | 395               | 14                |
| Asienspiele          |                      |                   |                   |                   |                   |                   |                   |                   |                   |                   |                   |                   |
| 2018                 | Jakarta              | +105 kg           | 185               | 190               | 195               | 4                 | 230               | 235               | 240               | 4                 | 425               | 4                 |
| 2014                 | Incheon              | +105 kg           | 185               | 185               | 189               | 6                 | 220               | 226               | 232               | 5                 | 415               | 5                 |
| Asienmeisterschaften |                      |                   |                   |                   |                   |                   |                   |                   |                   |                   |                   |                   |
| 2022                 | Manama               | +109 kg           | 160               | 168               | 174               | 7                 | 200               | 205               | 213               | 4                 | 381               | 4                 |
| 2021                 | Taschkent            | +109 kg           | 176               | 181               | 187               | 4                 | 223               | 231               | 232               | 4                 | 404               | 4                 |
| 2019                 | Ningbo               | +109 kg           | 180               | 187               | 191               | 4                 | 225               | 231               | 234               | Bronze            | 421               | Bronze            |
| 2017                 | Aşgabat              | +105 kg           | 185               | 191               | 197               | Gold              | 230               | 236               | 241               | Bronze            | 427               | Bronze            |
| 2016                 | Taschkent            | +105 kg           | 175               | 185               | 190               | Bronze            | 220               | 230               | 237               | Bronze            | 427               | Silber            |
| Universiade          |                      |                   |                   |                   |                   |                   |                   |                   |                   |                   |                   |                   |
| 2013                 | Kasan                | +105 kg           | 175               | 182               | 187               | 6                 | 218               | 225               | 230               | 5                 | 407               | 5                 |